# Agustín Landa Verdugo
Agustín Landa Verdugo (* 1923 in Mexiko-Stadt; † 3. Oktober 2009 ebenda) ist ein mexikanischer Architekt und Stadtplaner.

## Biografie
Landa Verdugo studierte Architektur an der Escuela Nacional de Arquitectura (ENA) der Universidad Nacional Autónoma de México unter Mario Pani Darqui und José Villagrán García. Von 1948 bis 1968 lehrte er als Meister an der ENA. Er war von 1963 bis 1964 Direktor des Wohnungsfonds (Fondo de Vivienda-FOVI) und an der Gründung des Fondo de Promoción e Infraestructura Turística (INFRATUR) beteiligt, dem Vorgängermodell des jetzigen Nationalen Fonds zur Förderung des Tourismus, genannt Fondo Nacional de Fomento al Turismo (FONATUR). Für den Entwurf eines Klosters und Gebetshauses in Huixquilucan erhielt er 1990 bei der I. Mexikanischen Architekturbiennale die Silbermedaille.

## Bauplanungen

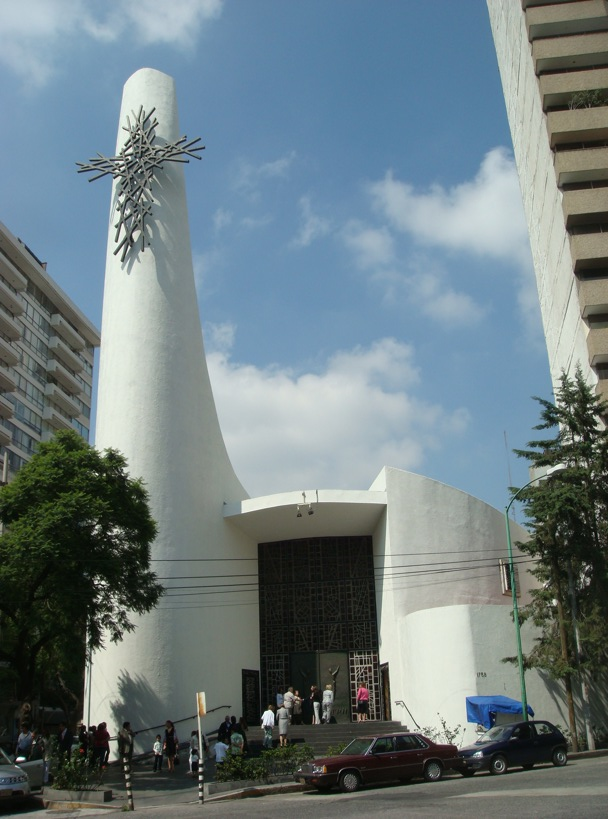
Parroquia Francesa in der Colonia Chapultepec-Morales

Zusammen mit seinem Bruder Enrique Landa Verdugo gründete er 1945 ein Architekturbüro. Gemeinsam entwarfen sie über 40 Jahre hunderte von öffentlichen und privaten Bauten. Ihre moderne Architektur wurde zum Vorbild vieler junger Architekten. Zu den ersten Arbeiten zählten zu Beginn der 1950er-Jahre mehrere Krankenhäuser für das Instituto Mexicano del Seguro Social (IMSS), unter anderem in Puebla und Delicias. Daraufhin wurde das Büro von der mexikanischen Regierung mit dem Entwurf weiterer 55 Bauten des Gesundheitswesens beauftragt. Das Instituto de Seguridad y Servicios Sociales de los Trabajadores del Estado (ISSSTE) benötigte gegen Ende der 1950er Jahre benötigte für seine Mitglieder eine Vielzahl von Klinikgebäuden. Zunächst entstand die Planung für das 600-Betten-Haus Hospital des 20. Novembers sowie sechs etwas kleinere Häuser und 48 weitere Krankenhäuser, basierend auf zwei Standardentwürfen. Das Hospital des 20. Novembers stufte der Architekturkritiker Miquel Adriá als eines der 25 bedeutendsten Gebäude mexikanischer Architektur des 20. Jahrhunderts ein. Nach seiner Arbeit für das ISSSTE entwarf Landa Verdugo mehrere Wohnhäuser. Das erste Projekt entstand Anfang der 1960er-Jahre im heutigen Loma Hermosa, Mexiko-Stadt, mit 1.648 Wohn- und Büroeinheiten, gefördert von der Interamerikanischen Entwicklungsbank. Es umfasste 76 vierstöckige Wohnblocks mit zugehöriger Infrastruktur, umgeben von einer Verkehrsstraße. Innerhalb der Anlage gibt es keine Verkehrswege für Kraftfahrzeuge. Eine weitere Wohnanlage mit ähnlichem Aufbau entstand im heutigen Lomas de Sotelo mit 2.090 Appartements, gefolgt von weiteren Projekten in Mexiko-Stadt. In den 1970er-Jahren entwarf er mit Förderung des Instituto del Fondo Nacional de la Vivienda para los Trabajadores (INVONAVIT) die Anlagen in Ejército Nacional und einen Teil von Pedregal de Carrasco. Zu seinen weiteren Arbeiten zählen Entwürfe und Planungen von Fabriken und Bankgebäude.

## Stadtplanungen

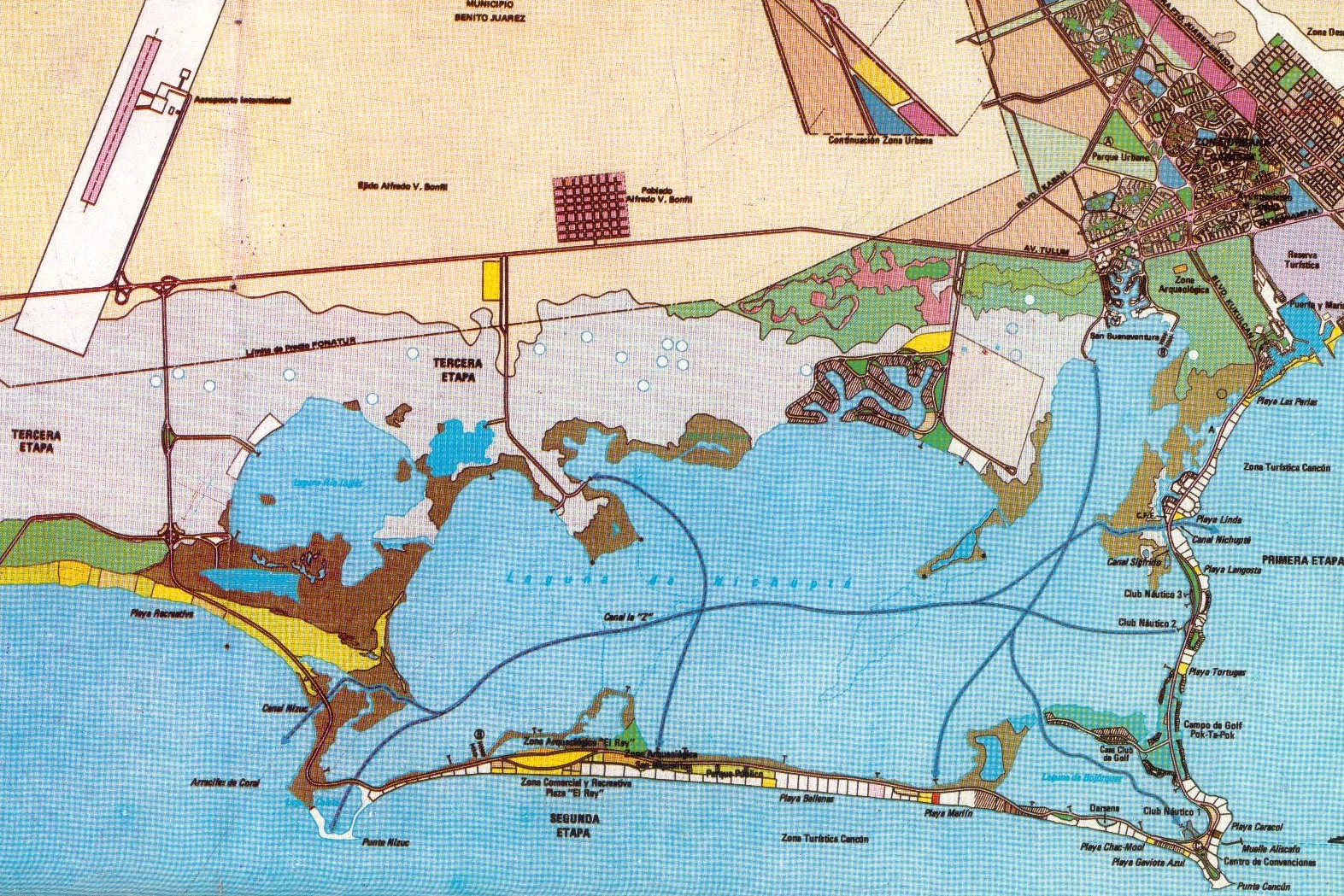
Bebauungsplan für Cancún

Agustín Landa entwarf Bebauungspläne für mehrere mexikanische Städte und Stadtviertel. Sein erstes Stadtplanungsprojekt war die Stadt Ciudad Sahagún (Hidalgo). Besonders erwähnenswert ist die Planung der Stadt Cancún, die in den 1970er-Jahren auf einer nahezu unbewohnten Insel in Quintana Roo entstand. Hier entstand auch sein erstes Hotel, das Cancún Caribe, das heute zur Hyatt-Kette gehört. Ebenfalls von ihm geplant wurden Ixtapa-Zihuatanejo, Loreto und Los Cabos.